# Løkta
66°9′42.5″N 12°43′35.8″Ø / 66.161806°N 12.726611°Ø
Løkta er en ø i Dønna kommune i Nordland fylke i Norge, som har omkring 135 indbyggere (2017). Øen er på 17,4 km² og ligger ved udløbet af Ranfjorden. Højeste punkt er Sandåkerfjellet på den sydlige del af øen, som er 238 moh. Udgravninger viser over 5000 år gamle bosætninger på øen. Øens hovederhverv er landbrug. Der er færgeforbindelse til Sandnessjøen og Dønna samt hurtigbådsforbindelse til Nesna.
Maleren Hans Johan Fredrik Berg var født i Kopardal på Løkta.